# Barasui
Barasui (jap. ばらスィー; * 29. Januar 1980 in Hamamatsu) ist das Pseudonym eines japanischen Comiczeichners (Mangaka), der hauptsächlich in der Dōjinshi-Szene tätig ist.
Die Protagonisten der Bildgeschichten sind im Schulkindalter und werden in der Regel frontal dargestellt. Die Köpfe entsprechen dem Kindchenschema: proportional zum Körper ein großer Kopf, rundes, stilisiertes Gesicht ohne individuelle Züge, große runde Augen, ein kleines Kinn und helle Haut. Besondere Sorgfalt legt er auf eine detaillierte Ausführung der Kleidung.
Bevor er mit seinem Comedy-Manga Erdbeeren & Marshmallows, der auch in eine Animeserie vom Studio Daume umgesetzt wurde, seinen Durchbruch hatte, zeichnete er vor allem Hentai-Manga, die dem Lolicon, d. h. der sexuellen Fixierung auf Mädchen im Alter von Grundschulkindern zuzuschreiben sind.

## Werke
- Erdbeeren & Marshmallows (Ichigo Mashimaro). Japan 2001 bis jetzt, 7 Bände bisher;

in Deutschland erschienen 2005 bis 2006 im Verlag TOKYOPOP, 4 Bände.